# Robert Gufflet
Robert Gufflet (Bordeus, 5 de juny de 1883 - Casablanca, 2 de gener de 1933) va ser un regatista francès, que va competir durant el primer terç del segle xx.
El 1900 va prendre part en els Jocs Olímpics de París on participà en diferents proves del programa de vela. Guanyà la medalla de plata en la segona cursa de la categoria de 3 a 10 tones, formant equip amb J. Dubois, A. Dubois, Maurice Gufflet i Charles Guiraist.
Vint-i-vuit anys més tard acabà vuitè en la prova dels 6 metres dels Jocs d'Amsterdam.
Era germà del també regatista Maurice Gufflet.